# Поуль Шльотер
Поуль Шльотер (дан. Poul Schlüter; 3 квітня 1929 — 27 травня 2021) — данський державний і політичний діяч, глава уряду країни з вересня 1982 до січня 1993 року.

## Життєпис
Народився у Південній Данії. 1957 року закінчив юридичний факультет Університету Копенгагена, а 1960 почав працювати адвокатом.
1964 року був обраний до фолькетінга як член Консервативної народної партії. З 1974 до 1977 та з 1981 до 1993 року очолював партію. 1994 залишив парламент. Згодом був обраний до лав парламенту Європейського Союзу, а 1999 року вийшов з його складу.
10 вересня 1982 року став першим представником Консервативної народної партії, хто очолив уряд Данії. У січні 1993 був змушений піти у відставку з посту державного міністра й голови партії через розслідування, яке показало, що він невірно інформував парламент щодо справи тамілів (Tamilsagen). Та справа полягала в тому, що заяви про возз'єднання родин тамільських біженців зі Шрі-Ланки були незаконно відкладені данським міністром юстиції.
Був тричі одружений, має сина, який також займається політикою.